# Kinneviken

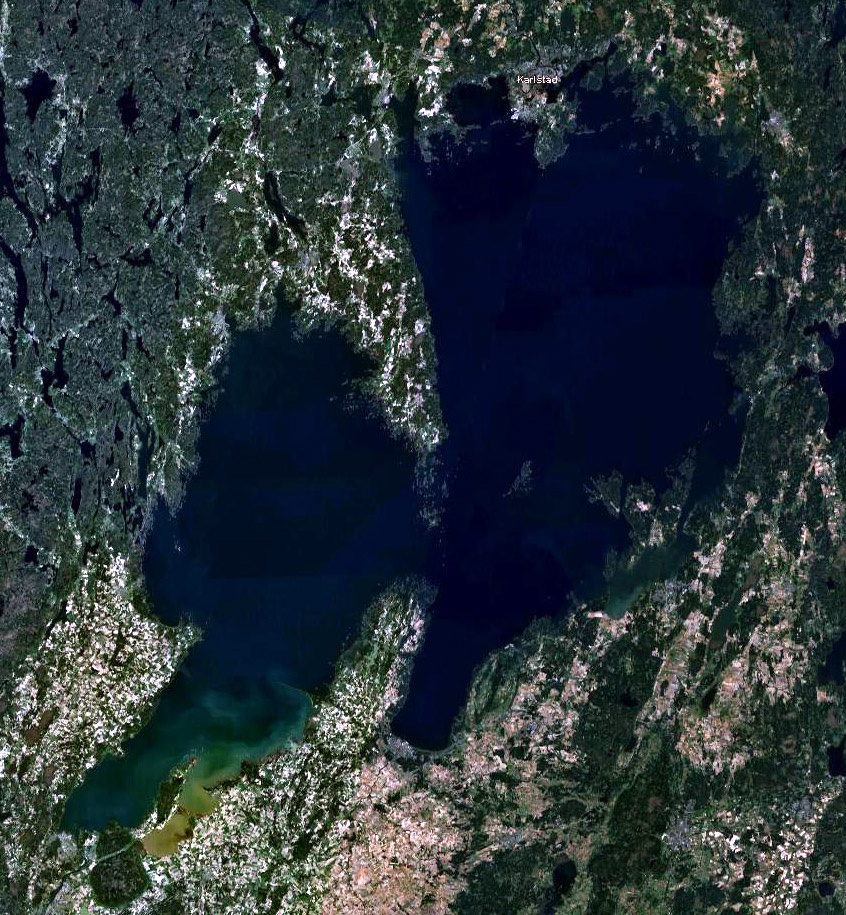
Kinneviken är den sydöstra delen av Vänern

Kinneviken är den del av sydöstra Vänern som är belägen mellan Kinnekulle på östra sidan och Kållands halvö samt Kållandsö på västra sidan. I södra delen av Kinneviken rinner Lidan ut i Vänern. Även Lidköping är belägen i Kinnevikens södra del. Största ö i Kinneviken är Källby ö.